# GMC Acadia
Pour les articles homonymes, voir Acadie (homonymie).
Le GMC Acadia est un SUV de la marque GMC, propriété du constructeur automobile américain General Motors. Il fait partie d'une nouvelle génération de 4x4 du groupe ayant pour particularité de mélanger le style de SUV, de 4x4 ou encore de monospace tout en ayant un confort de grosse berline. Tout ceci fait de l'Acadia le premier crossover de la marque GMC spécialisé en van, 4x4 et pickup pour les professionnels nord-américains. Il partage son design avec le Saturn Outlook sauf les phares et la calandre avant, et sa plateforme avec les Buick Enclave et Chevrolet Traverse.
Il se veut plus luxueux que l'Outlook tout en l'étant moins que l'Enclave et il dispose d'une image de marque très flatteuse car GMC est très réputée en Amérique.
Dans la gamme GMC, il se situe entre l'Envoy et le Yukon et fait office de remplaçant de la version XL 7 places du premier, mais aussi du van Safari qui avait disparu en 2005.

## Motorisation
Il dispose du même moteur essence que celui de son jumeau de chez Saturn et de son cousin de chez Buick :
- V6 3.6 L 275 ch. (2006-2008).
- V6 3.6 L VVT 288 ch. (2008- ).

Avec ces moteurs, il est équipé d'une boîte auto à six rapports avec deux ou quatre roues motrices.

## Ventes aux États-Unis
| Année          | Ventes  | Diff.      |
| -------------- | ------- | ---------- |
| 2006 (1 mois)  | 480     |            |
| 2007           | 72 765  | +15059,4 % |
| 2008           | 66 440  | -8,7 %     |
| 2009           | 53 820  | -19 %      |
| 2010           | 68 295  | +26,9 %    |
| 2011           | 79 288  | +16,1 %    |
| 2012 (11 mois) | 73 101  | +1,6 %     |
| Total          | 414 189 |            |

NB: L'Acadia a été lancé en décembre 2006.

## Galerie photos

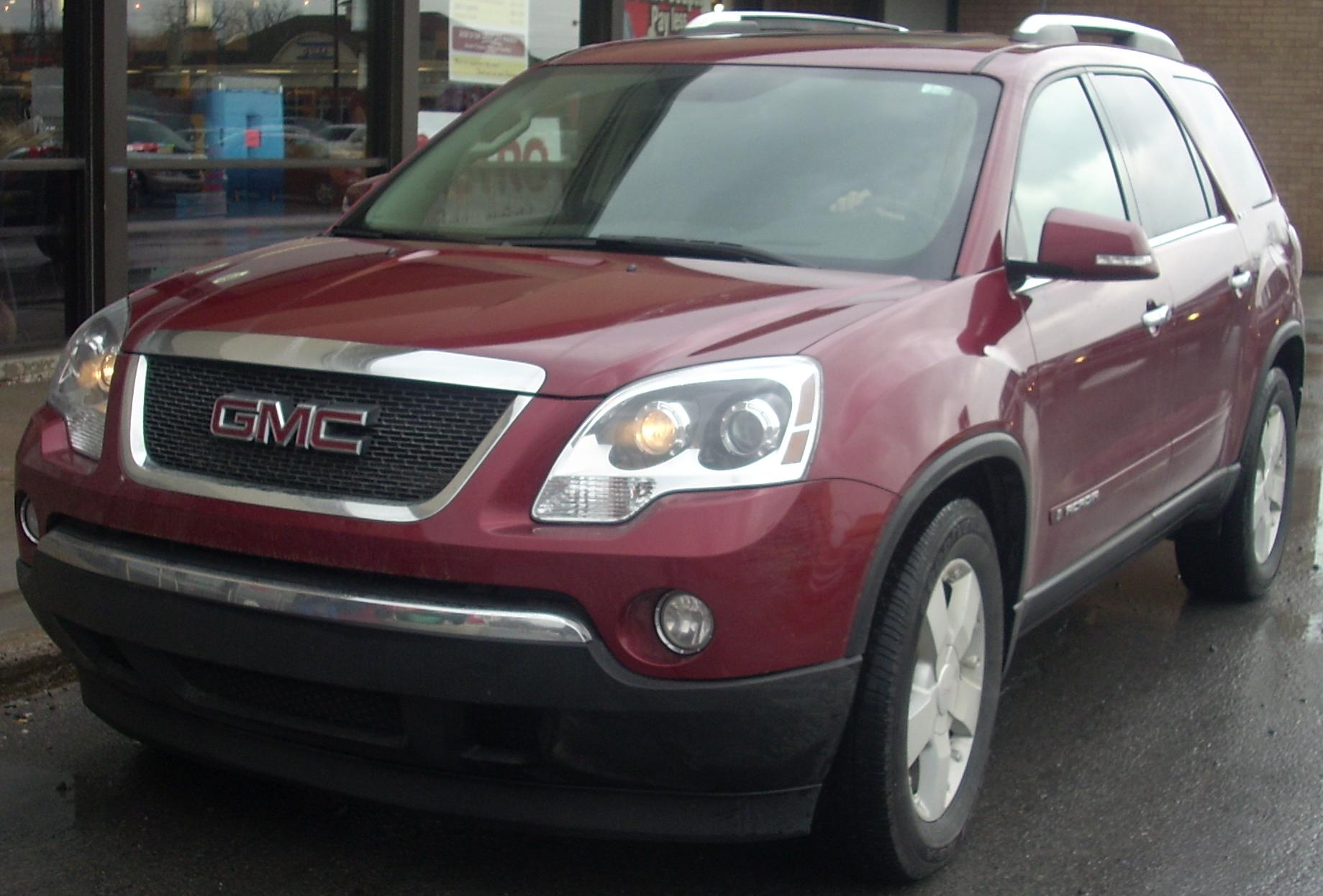
Acadia
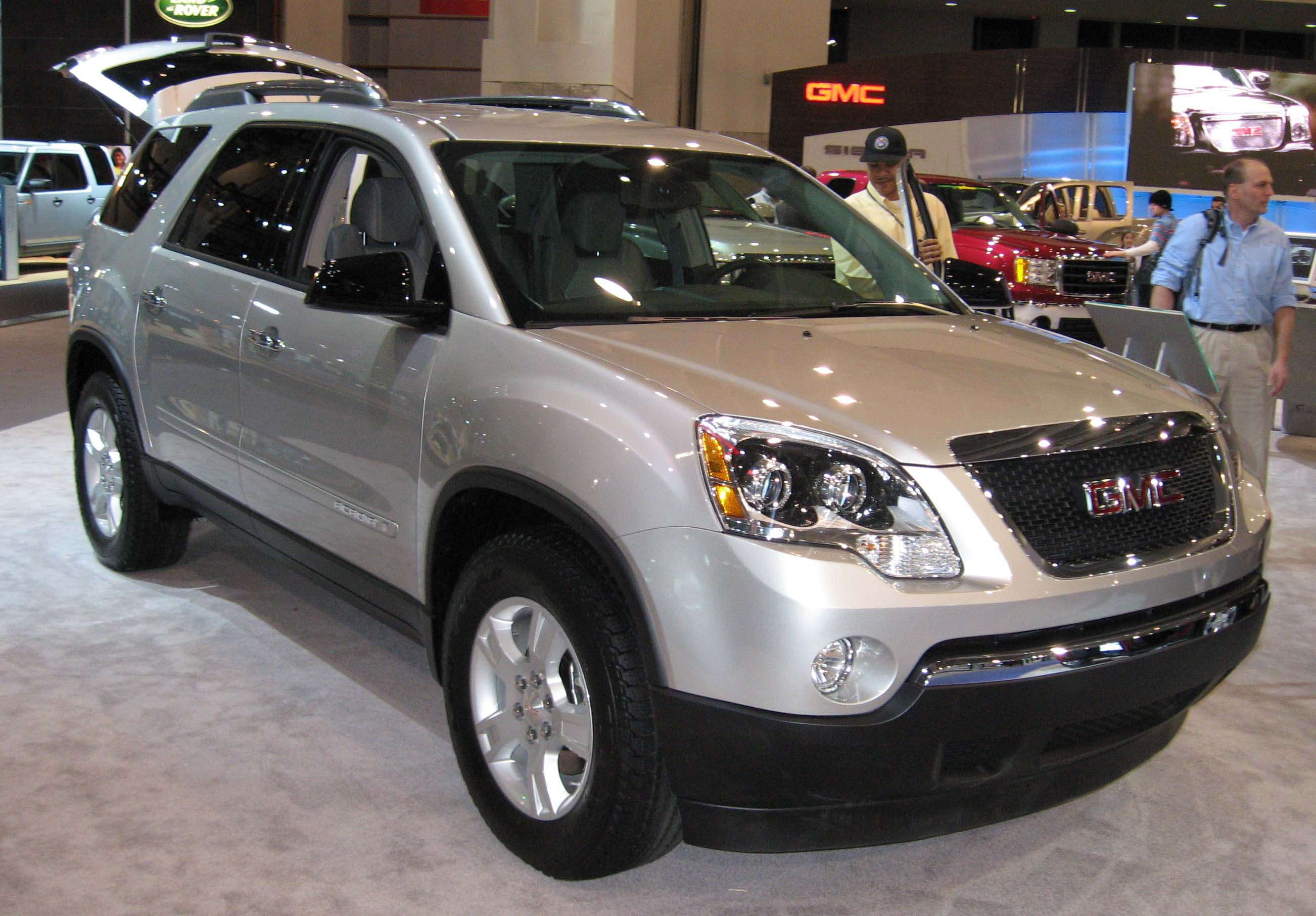
Acadia
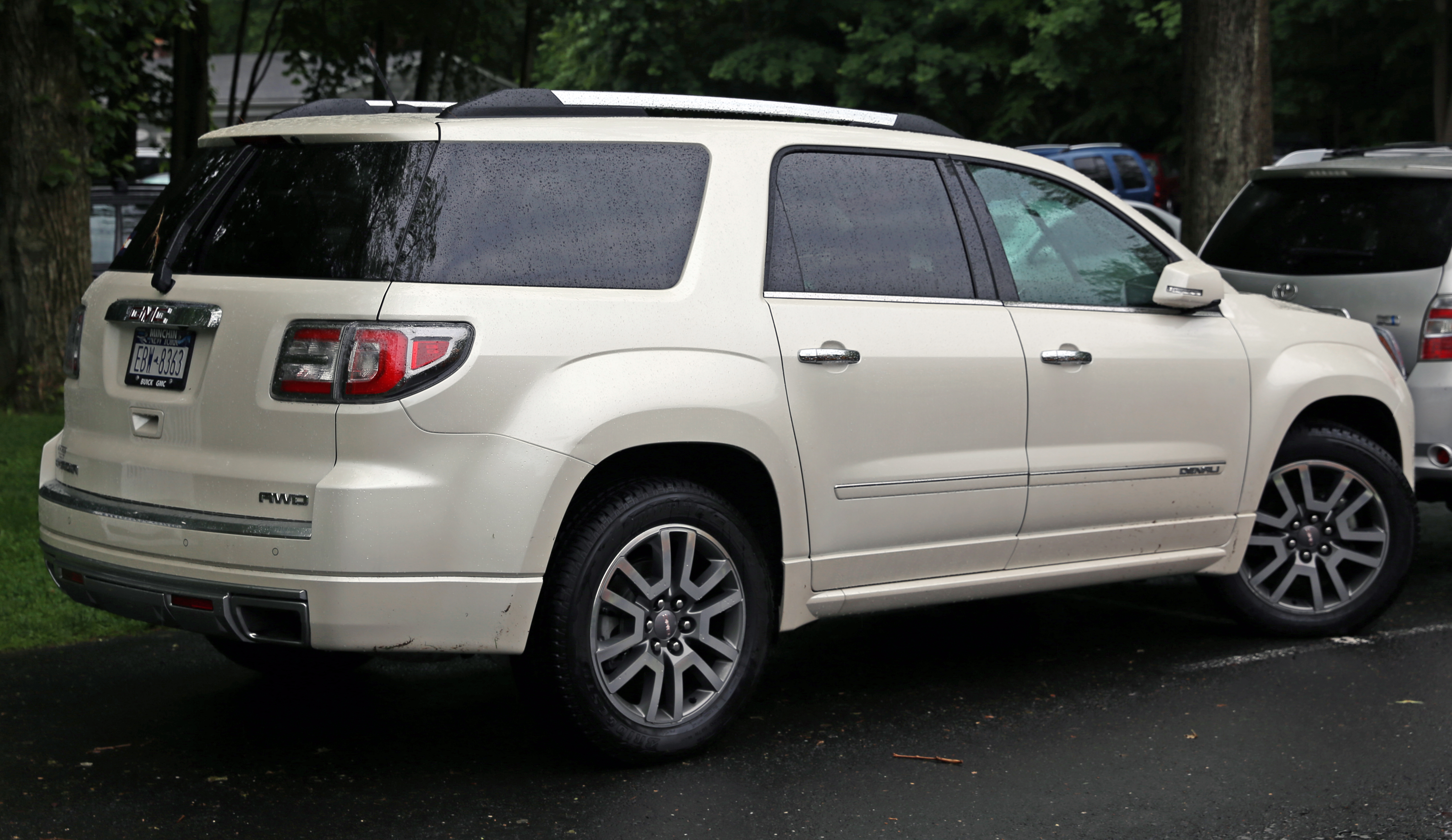
Acadia Denali (2013)